# Histoire de la musique classique occidentale

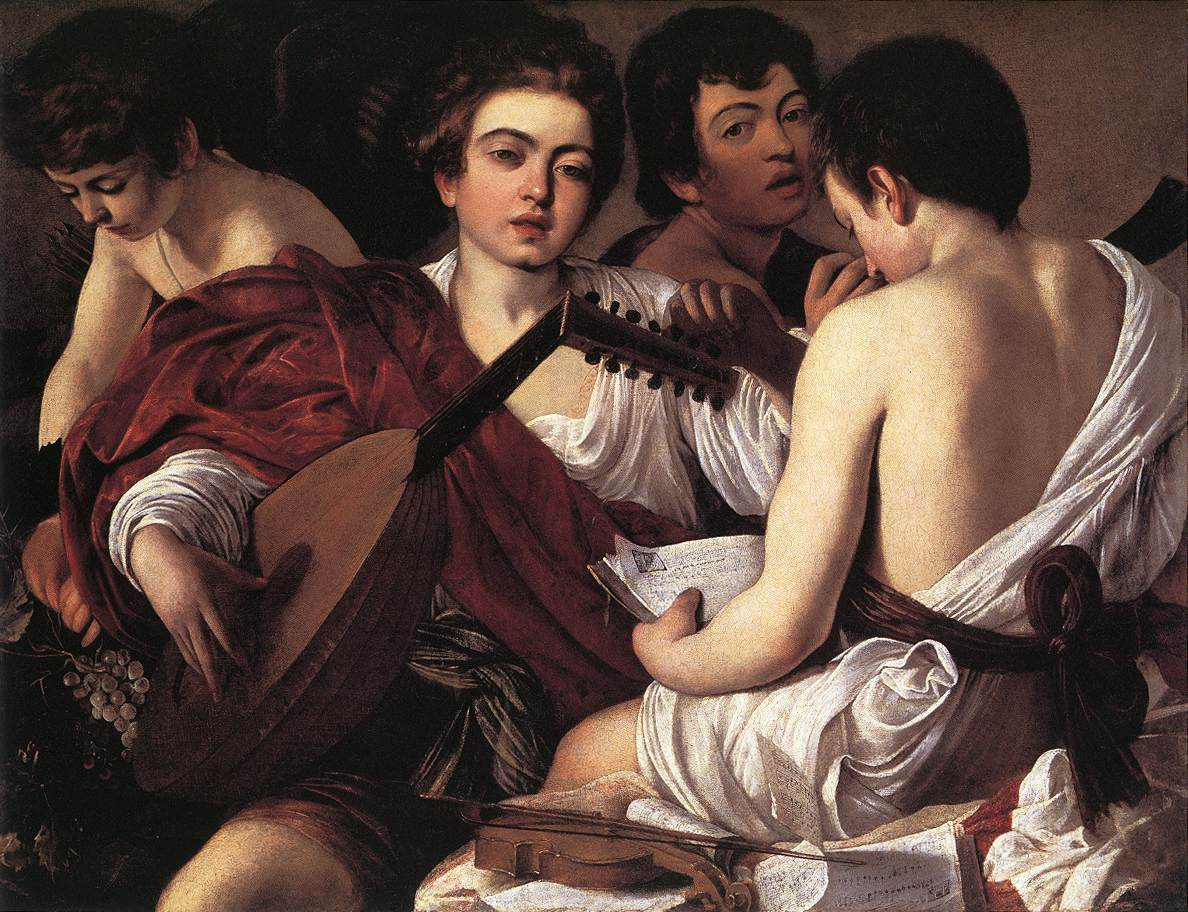
Les Musiciens, Le Caravage, 1595, Metropolitan Museum of Art, New York.

 (juillet 2023).
Si vous disposez d'ouvrages ou d'articles de référence ou si vous connaissez des sites web de qualité traitant du thème abordé ici, merci de compléter l'article en donnant les références utiles à sa vérifiabilité et en les liant à la section « Notes et références ».
 (juillet 2023).
Pour un article plus général, voir Histoire de la musique.
L'histoire de la musique classique occidentale est circonscrite à la sphère définie par l'appellation de « musique classique » couramment admise et qui englobe la musique savante, sacrée comme profane, de ses origines à nos jours. 
La musique existe depuis les temps les plus reculés, probablement avant même l'époque de ses premières traces historiques. Il n'est pas de civilisation qui, tôt ou tard, n'ait développé son propre système musical ou n'en ait adopté un en l'adaptant à ses nécessités et à ses goûts.
Comme celui de « musée », le terme de « musique » dérive du grec ancien Μοῦσαι / Moûsai (« Muses »).  Le concept occidental de musique est donc une allusion aux sciences et aux arts rappelant l'idée d'une chose parfaite, agréable et bien ordonnée.

## Chronologie
En donnant une suite à la musique de la Grèce antique et à celle de la Rome antique, la musique classique occidentale trouve son origine dans le chant chrétien diffusé par les communautés des premiers siècles. L'unification des rites fait évoluer la musique vers le chant grégorien, monodique et apparaît alors le premier système d'écriture musicale en Occident. La polyphonie intervient dans les siècles suivants. Elle nécessite une écriture plus précise, mise en forme par le moine Guido d'Arezzo. La transmission de la musique populaire, des troubadours notamment, est orale. Ainsi, seule la musique sacrée du Moyen Âge des écoles successives (ars antiqua et ars nova) est parvenue jusqu'à nous. Durant la pré-Renaissance se développent les écoles de musique franco-flamandes qui seront à l'origine de la théorie de l'harmonie. Au XVIe siècle se produit l'un des événements les plus importants pour la diffusion de la musique : la création de l'imprimerie musicale. C'est aussi le siècle de la naissance du madrigal dont le représentant le plus important est Claudio Monteverdi. Il est également à l'origine de ce qui devient plus tard l'opéra.
Le développement important de la musique lors des siècles suivants aboutit aux compositions de Bach (période baroque), ou  de Mozart (période classique).
Au début du XIXe siècle domine la personnalité de Ludwig van Beethoven. C'est la "saison du grand symphonisme allemand" ainsi que celle de l'opéra italien (avec Gioachino Rossini et Giuseppe Verdi) et de la musique romantique. La fin du siècle aboutit à la crise du système tonal telle qu'elle ressort dans le prélude de Tristan et Isolde de Richard Wagner et qui est suivie par l'adoption, dans la deuxième décennie du XXe siècle par Arnold Schoenberg et ses élèves, d'un nouveau système, le dodécaphonisme. Il s'agit là du début de la musique moderne dont les plus grands représentants sont Igor Stravinsky, Béla Bartók, Maurice Ravel et Claude Debussy pour la première partie puis Pierre Boulez, Karlheinz Stockhausen, Olivier Messiaen et John Cage pour la phase du sérialisme intégral.

## Origines

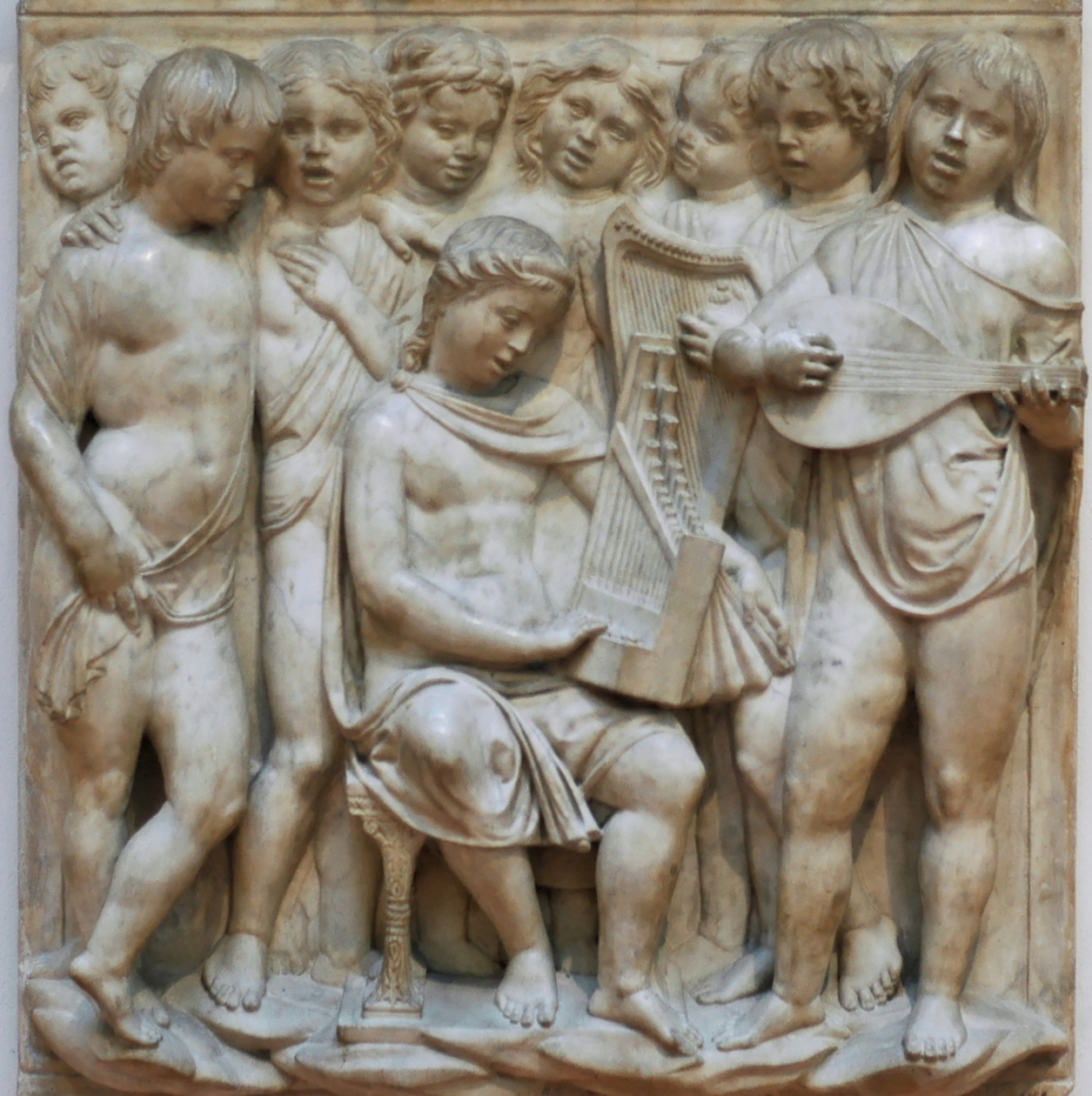
Enfants chantant et jouant de la musique, illustration du psaume 150 (Laudate Dominum) (Museo dell'Opera del Duomo (Florence)

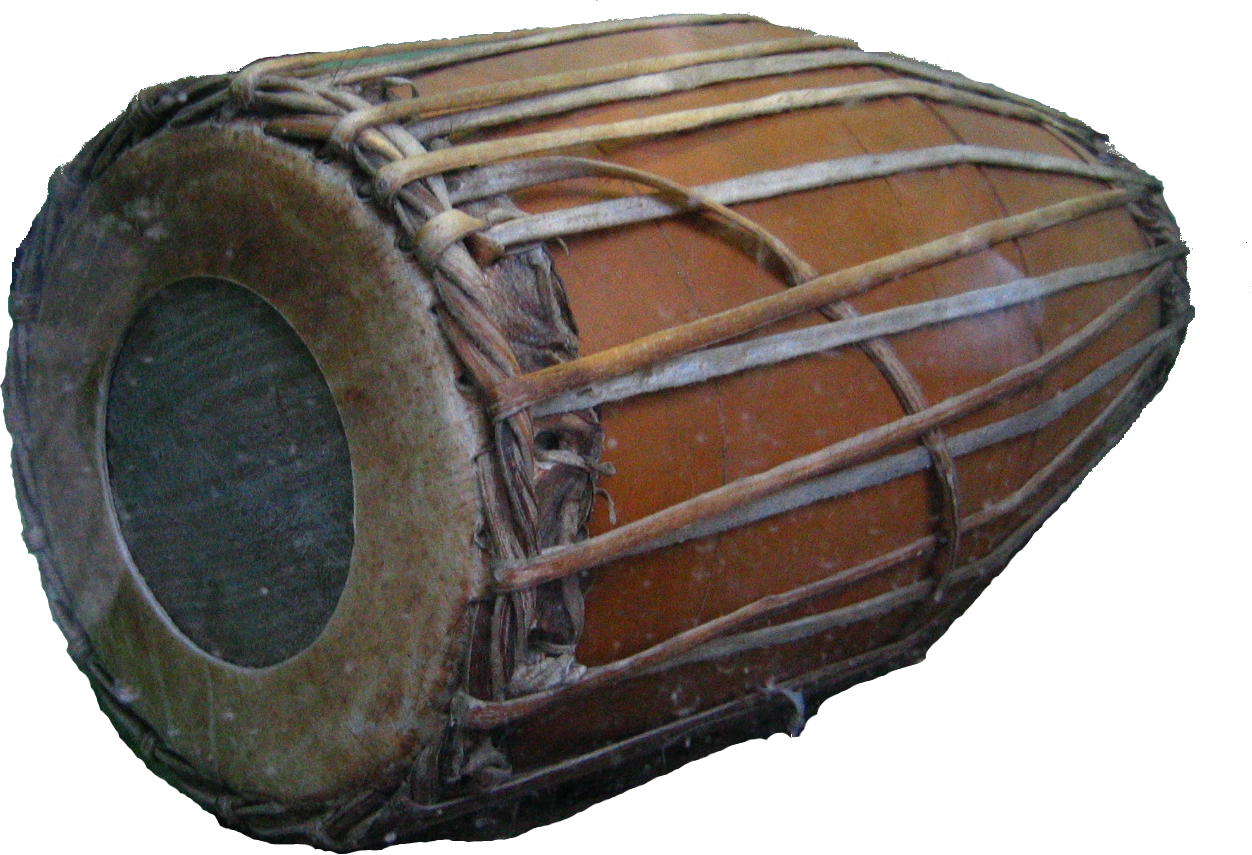
Un mridangam, tambour ancestral du sud de l'Inde

La première évocation de la musique se trouve dans les textes sacrés du judaïsme à propos de Iubal ou Jubal, fils de Lamec et d'Ada dont il est dit :

« ... il fut le père de tous ceux qui jouent de la cithare et de la flûte »

— Genèse 4,21, 
Cette citation semble faire allusion à une époque située autour de 3200/3000 avant Jésus-Christ.[réf. nécessaire]
Mais il est certain que la naissance de la musique, comme forme de production organisée du son, est bien antérieure et probablement aussi ancienne que l'homme lui-même, mue par le désir d'utiliser la voix ou des instruments fabriqués spécifiquement pour imiter les sons naturels : le chant des oiseaux, le bruissement des feuilles, le fracas hiératique du tonnerre.
Quelques preuves en ce sens peuvent être déduites des découvertes d'anciens instruments de musique. À défaut de témoignages directs, l'observation des peuples dont le mode de vie est encore assez semblable à celui des périodes préhistoriques, comme les Indiens brésiliens, les Aborigènes d'Australie ou certaines populations africaines, autorise quelques hypothèses sur les formes de la musique primitive.
On peut présumer que les toutes premières formes de musique sont nées surtout du rythme : battements des mains et des pieds pour imiter les battements du cœur ou le rythme cadencé des pieds dans la course ou celui du galop ; altération, par jeu ou par ennui, de la phonation spontanée d'interjections comme « eh ! », « ah ! »… durant un labeur fatigant ou monotone comme piler le grain récolté pour en faire de la farine, se baisser pour cueillir les plantes ou semer les graines. Il est fort probable de ce fait et en raison de la relative facilité de leur construction que les premiers instruments de musique aient été des instruments à percussion, vraisemblablement quelque variété de tambour.
Parmi les plus anciens instruments retrouvés se trouve en effet un tambour à fente, cylindre creux assorti d'une fente longitudinale sur la surface externe, qui était joué par percussion avec des baguettes sur la fente elle-même. Les plus anciennes et primitives versions retrouvées consistent en un tronc creux, sans fente mais appuyé transversalement sur un trou pratiqué dans le sol et sans doute joué par percussion avec les pieds par les musiciens juchés sur l'instrument.
On doit attendre plus longtemps pour voir apparaître des instruments plus sophistiqués. Les premiers à voir le jour après les percussions furent les instruments à vent (flûte, cor) et à cordes (lyre et cithare), dont il existe des témoignages grecs, égyptiens et mésopotamiens antérieurs au Xe siècle av. J.-C. Ces civilisations connaissent déjà les principaux intervalles entre les sons (quinte, quarte, octave), utilisés comme base de leurs échelles musicales respectives.

## La musique de la Grèce antique

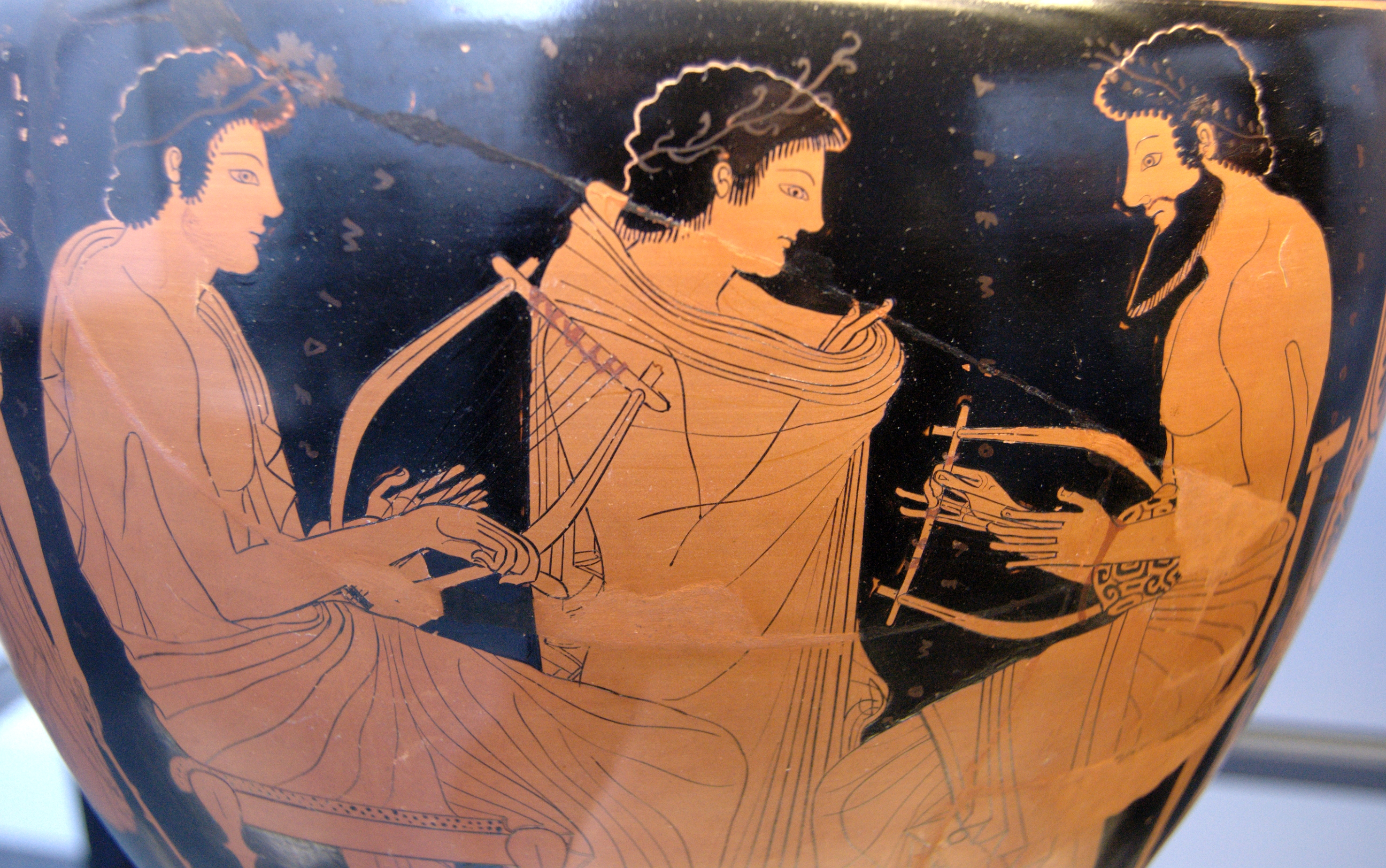
Leçon de musique, hydrie attique à figures rouges, v. 510 av. J.-C., Munich, Staatliche Antikensammlungen

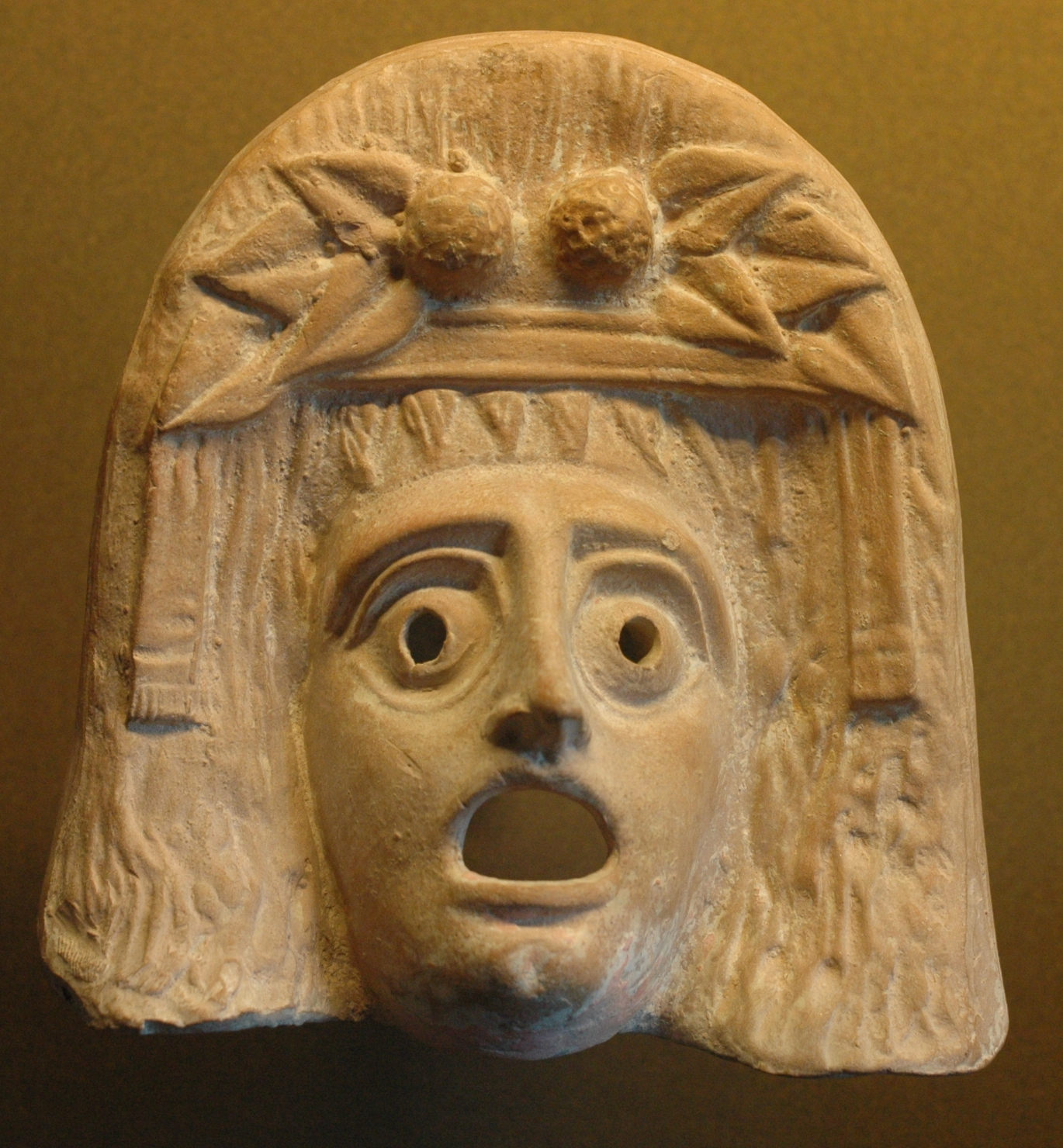
Masque de théâtre représentant Dionysos, terre cuite de Myrina, musée du Louvre

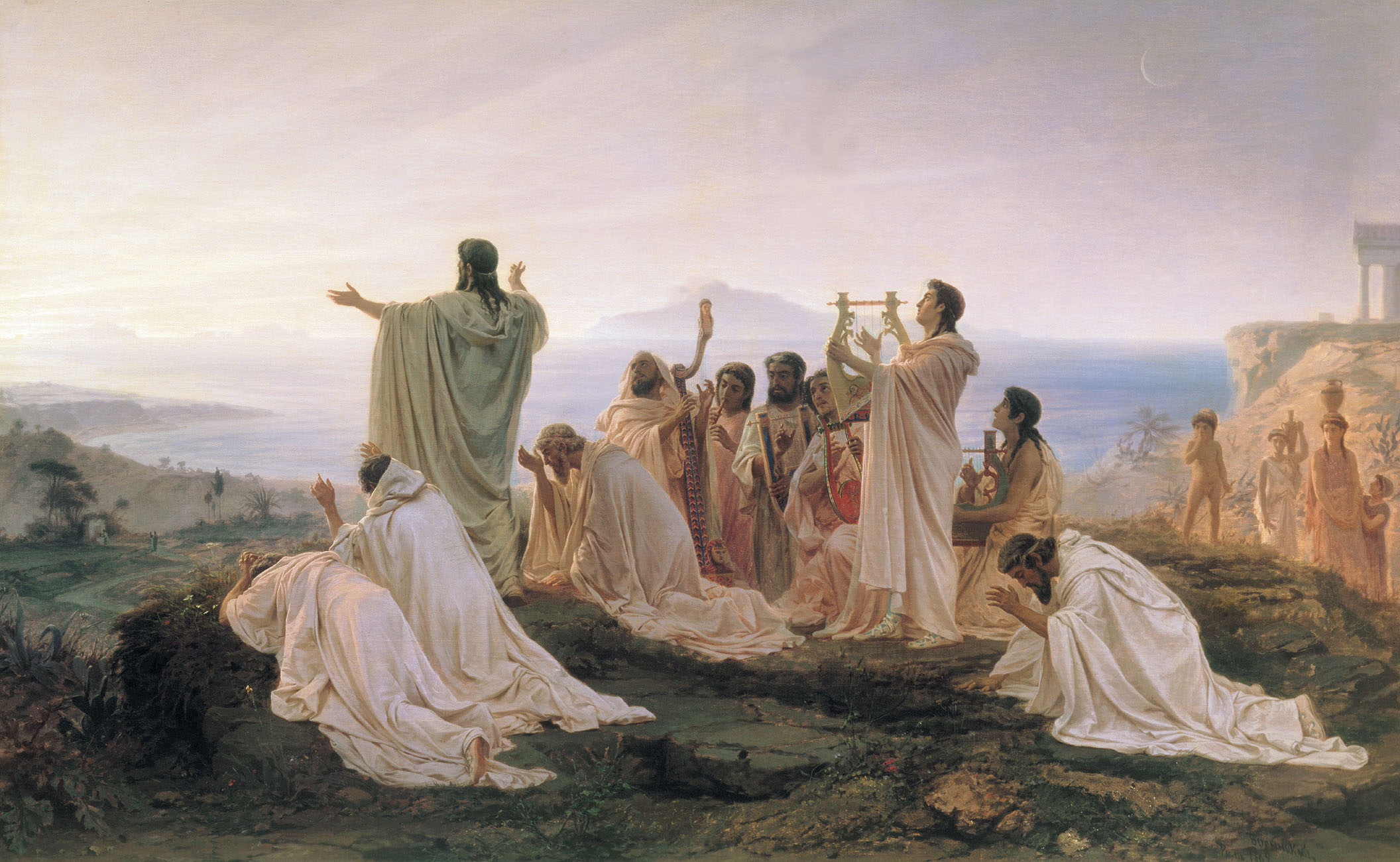
Hymne de pythagoriciens au soleil couchant, Feodor Andrejewitsch Bronnikov, Moscou, galerie Tretiakov

La musique tient une place importante dans la vie sociale et religieuse de la Grèce antique. Pour les Grecs, la musique est l'un des arts majeurs avec la poésie, la danse, la médecine et les pratiques magiques. Le rôle essentiel de la musique dans le monde grec est démontré au travers des nombreux mythes qui évoquent cet art. Celui d'Orphée, qui réussit grâce à sa musique à convaincre les dieux de l'Adès de rendre à la lumière du jour son épouse Eurydice, est considéré comme le mythe fondateur de la musique.
À l'époque archaïque (des origines au VIe siècle av. J.-C.), la musique est pratiquée uniquement par des musiciens professionnels, les aèdes et les rhapsodes, qui déclament les mythes en s'accompagnant d'un instrument et transmettent la musique oralement.
Pendant la période classique (du VIe siècle av. J.-C. au IVe siècle av. J.-C., la musique commençant à faire partie du système éducatif est de ce fait plus répandue. Il ne subsiste de cette époque que très peu de sources relatives à l'écriture musicale, celle-ci étant seulement utilisée par les musiciens professionnels et la transmission étant encore orale. Toujours dans la période classique, se développe la tragédie. Les sujets sont pris dans la mythologie et consistent en dialogues entre deux ou trois personnages, alternés de musique chorale. Les acteurs sont tous masculins et, munis du masque de théâtre, récitent le texte sur l'accompagnement de la musique. La structure architectonique du théâtre est constituée d'un gradin (koïlon) semi-circulaire pour le public situé face à la scène (proskénion) où se produisent les acteurs. Entre les gradins et la scène se trouve l'orchestre (orchestra) où se tient le chœur. 
Parmi les instruments utilisés par les Grecs, la lyre, la cithare et l'aulos sont les plus répandus. La lyre est un instrument à cordes pincées joué à l'aide d'un plectre et l'un des attributs d'Apollon. L'aulos est un instrument à vent à anche double semblable à l'actuel hautbois utilisé lors des banquets, des funérailles ou des sacrifices religieux. Sont également en usage des instruments à percussion comme les tambours et les cymbales.
Les Grecs rapprochent la musique des mathématiques et du mouvement des astres. Pythagore, comprit à l'observation du mouvement des planètes que la musique était également gouvernée par des lois mathématiques précises. Il appliqua son intuition au monocorde et découvrit que si une corde produisait un son d'une certaine hauteur, pour obtenir un son à l'octave supérieure il fallait faire vibrer la moitié de la corde, pour obtenir la quinte il suffisait de faire vibrer les deux tiers de la corde, etc. Il serait ainsi à l'origine de la gamme fondée sur le cycle des quintes.
À la base du système musical grec se trouve le tétracorde formé de quatre sons descendants compris dans un intervalle de quarte juste. Les deux sons extrêmes sont fixes alors que les deux intermédiaires sont mobiles. Les tétracordes se divisent en diatonique, chromatique et enharmonique. L'union de deux tétracordes forme un mode qui peut être dorique, phrygien ou lydien. Selon le type d'association, les modes peuvent être à leur tour conjoints ou disjoints. Si à un mode dorique disjoint on ajoute un tétracorde conjoint dans l'aigu, un autre tétracorde conjoint dans le grave et une note sous ce dernier, on obtient le système « teleion », ou système parfait, embrassant l'extension de deux octaves.
Le rythme musical se fonde sur celui de la poésie. Dans la poésie grecque, la métrique découle de la durée des syllabes, brèves ou longues : le même phénomène se retrouve en musique. La brève équivaut à l'actuelle croche et la longue à la noire. Le rythme est obtenu par l'association de deux ou plusieurs notes ou syllabes, ordonnées dans un schéma rythmique appelé pieds. En poésie, la combinaison des différents pieds forme le vers et la succession de plusieurs vers forme la strophe.
Les Grecs, qui l'estiment à même d'enrichir l'âme, attribuent à la musique une fonction éducative. Selon Platon, la musique doit servir à affermir l'âme comme la gymnastique rend le corps robuste. Ce discours se développe encore avec la doctrine de l'ethos pour laquelle chaque mode a un èthos spécifique et peut influer positivement ou négativement sur l'âme. Pour Platon, les modes de nature dorique ou phrygienne influent positivement alors que les modes lydiens peuvent perturber l'équilibre rationnel. Aristote accepte la classification en èthos mais estime que tous les modes peuvent être bénéfiques à l'âme.
Jusque-là, la théorie musicale est connue exclusivement du point de vue mathématique. Par la suite, Aristoxène de Tarente découvre l'importance de l'oreille dans la perception des sons.

## La musique de la Rome antique sous l'influence du modèle grec

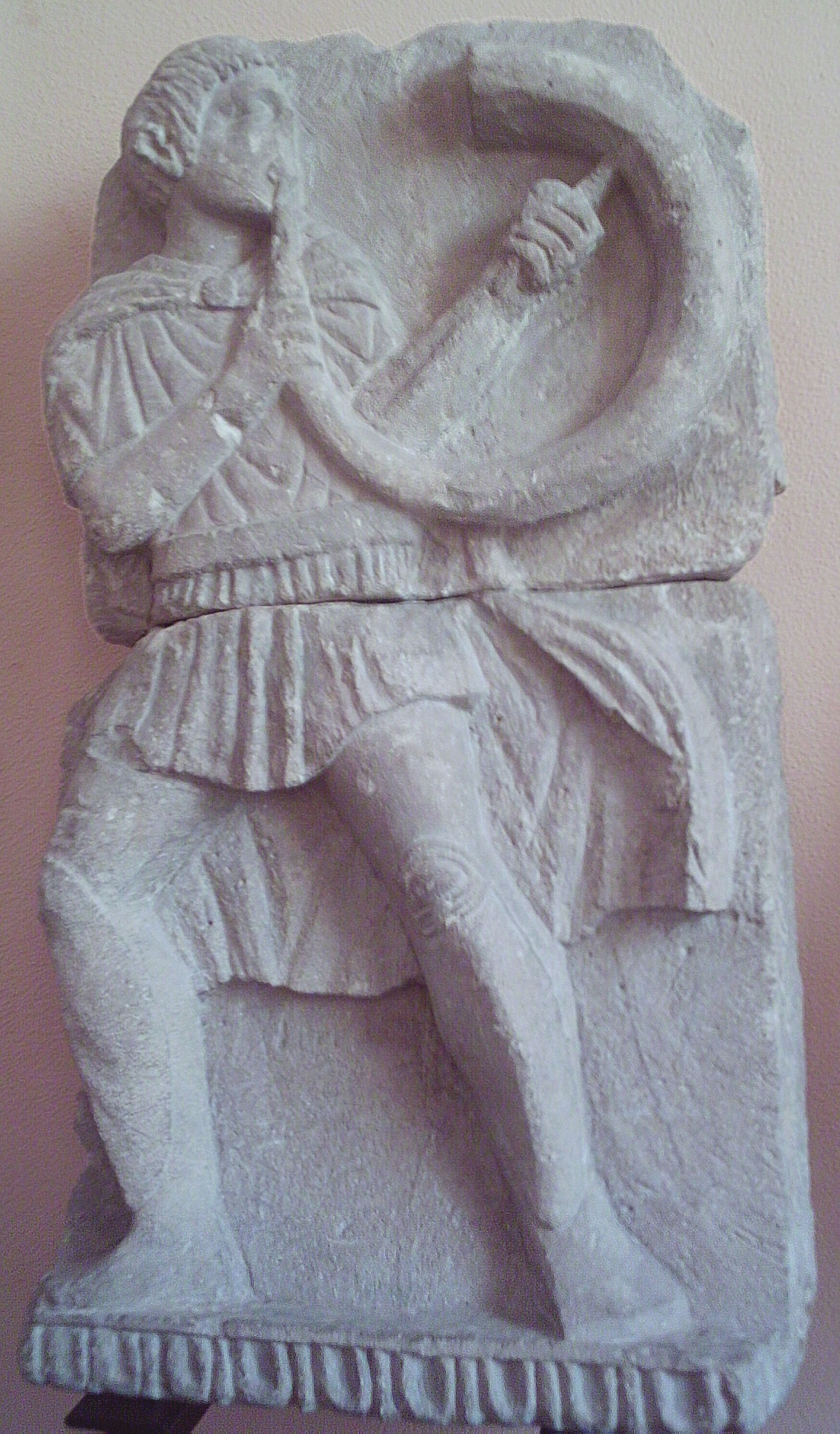
Soldat jouant du buccin, bas-relief d'Osuna (Séville,), musée national archéologique (Madrid)

À l'époque hellénistique on assiste à l'une des crises substantielles liées aux fondements de la « Mousikè » grecque, accompagnée de la crise du genre tragique. On rencontre dès lors de réelles performances d'acteurs qui mettent en scène les pièces d'un répertoire constitué.
En 146 av. J.-C. Rome conquiert la Grèce. Cette date signe la fin de la culture grecque antique mais est aussi un facteur discriminant dans la culture romaine entre un « avant » et un « après ».
L' « avant » est marqué par la modeste présence, à Rome, de la musique d'origine étrusque ou italique, associée aux spectacles indigènes comme les atellanes ou les fescennins. Remonte à cette première époque la diffusion des instruments en métal à usage militaire : le buccin, de forme circulaire, la tuba au long tuyau droit de bronze.
L'« après » est caractérisé par l'arrivée de nombreux musiciens, intellectuels, artistes et philosophes grecs à Rome, conséquence de la conquête de la Grèce par les romains. Tout le système culturel romain, y compris musical, est conditionné par celui du pays conquis, avec toutefois des différences essentielles. De même, dans le domaine dramatique, les tragédies et les comédies sont composées sur le modèle grec mais supportent des appellations différentes : les coturnae grecques (ainsi nommées parce que les acteurs portaient des « coturnes »), monodiques et chorales, de caractère rituel, essentielles dans les manifestations publiques solennelles comme les rioni, dans les fêtes religieuses, dans les jeux, deviennent palliate à Rome, du nom du vêtement endossé pour la circonstance : le pallium.
La musique romaine hérite du système musical du monde grec dans ses usages, ses formes et sa théorie. En revanche, en comparaison de la simplicité raffinée de la musique grecque exécutée avec peu d'instruments pour accompagner le chant, la musique des romains est indubitablement plus vive et colorée, mêlée d'éléments d'origine italique et exécutée par de grands ensembles musicaux où l'on trouve la présence massive des instruments à vent : la tibia, le buccin, le lituus, la tuba et l'usage de l'hydraule (orgue hydraulique) et de nombreux (et bruyants) instruments à percussion. On peut en déduire que la musique à Rome était très populaire et accompagnait toujours les nombreux spectacles comme la pantomime ou les jeux de gladiateurs. Alors que pour les Grecs la musique est une composante fondamentale de l'éducation, les Romains la jugent inférieure et l'associent aux fêtes et divertissements plutôt qu'à la formation du vir.

## Le chant du christianisme en Occident

### La musique sacrée

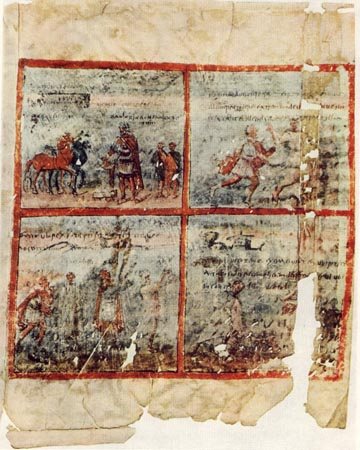
Feuillet du Quedlinburg Itala (Ve siècle)

La diffusion du christianisme et donc du chant chrétien a eu un rôle décisif dans l'histoire de la musique occidentale. La musique chorale trouve son origine dans le chant chrétien des premiers siècles. On lit dans les Saintes Écritures que le chant était une pratique commune dans les rites de la religion hébraïque : le Christ, tout comme ses disciples, est lui-même décrit comme cantor :

« Et après avoir chanté l'hymne, ils sortirent vers le mont des Oliviers »

— Marc, 14, 22-26
On peut faire un parallèle entre la fonction de la musique dans les rites des premières communautés chrétiennes et la fonction de l'art décoratif, synthétique et stylisé des débuts officiels du christianisme (après 313). Dans les deux cas les arguments de la foi sont le sujet d'expressions artistiques non verbales qui peuvent être facilement mémorisés y compris par une congrégation non lettrée et d'origine humble.
Cette façon de chanter les idées continuera au cours des siècles à contribuer à la participation des fidèles à l'action sacrée, même après que la langue latine aura depuis longtemps cessé d'être compréhensible. Avec le temps, à la fonction de didascalie hiératique (associée à la psalmodie du célébrant) et participative de la musique, s'ajoutera une fonction décorative destinée à solenniser les événements religieux à travers les caractéristiques et le volume sonore auquel il est possible d'attribuer en partie le succès d'un instrument comme l'orgue.

### La monodie liturgique chrétienne
Comme la notation musicale n'émergera que dans le courant du deuxième millénaire, le chant chrétien des premiers siècles nous est complètement inconnu et ce que l'on en sait découle en grande partie de suppositions. Son origine présumée du rite hébraïque laisse à penser que la liturgie des premiers siècles était basée sur l'intonation de formes mélodiques traditionnelles construites à partir de minuscules variations (appelées microtonales du fait de leur amplitude inférieure à un demi-ton) et dans lesquelles le rythme découlait du rythme verbal de la liturgie (ce procédé est également appelé cantillation). On peut supposer en outre que la condition de clandestinité dans laquelle la religion chrétienne était pratiquée favorisait l'apparition de nombreuses variantes du rite et donc de l'accompagnement musical de référence.
La situation change en 380, quand l'édit de Thessalonique impose la religion chrétienne comme unique religion de l'empire. À partir du Ve siècle, le christianisme commence à se donner une structure qui impose l'unification de la liturgie et par conséquent de la musique qui en fait partie intégrante.
On peut supposer que la forme initiale de la musique liturgique est monodique (c'est-à-dire, selon le terme grec qui signifie une seule voix, confiée à un soliste) et basée sur des variations d'intonation autour d'une note fondamentale (la ligne de chant), variations dictées par la prosodie (ou emphase) des paroles du texte sacré dans le style musical dit syllabique. À ce style musical dominant dans la majeure partie de la messe, vient se superposer un second style, réservé initialement aux moments de plus grande emphase comme l'offertoire, dans lequel un soliste entonne le texte en faisant varier librement l'intonation sur une même syllabe, dans un style dit mélismatique.
La transmission de la musique est encore orale et se déroule dans les écoles de chant dont la présence auprès des plus grands centres religieux est attestée dès le IVe siècle. Au-delà de l'école d'origine, il est probable que l'art de l'improvisation de chaque chanteur déterminait largement la musique d'usage liturgique.

## Le chant grégorien

### L'unification des rites

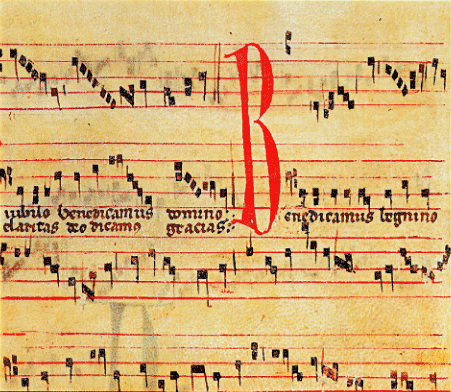
Codex las Huelgas (v. 1300)

Au début du VIe siècle existent en Occident plusieurs zones d'influence liturgique, chacune avec son propre rite (vieux-romain, ambrosien à Milan, mozarabe en Espagne, celtique dans les îles britanniques, gallican en France, aquiléen en Italie orientale, bénéventan en Italie méridionale…). La tradition veut que l'impulsion décisive conduisant à l'unification des rites et par conséquent de la musique liturgique date de la fin de ce siècle, sous la papauté de Grégoire le Grand (590-604).
En réalité il y aurait toute raison de croire que l'unification ne s'est réalisée que pratiquement deux siècles plus tard, à l'initiative de Charlemagne et dans le sillage de l'unification politique qui a conduit à la naissance du Saint-Empire romain germanique. L'attribution à Grégoire le Grand aurait été introduite pour vaincre les résistances au changement des différents milieux ecclésiastiques, contraints à renoncer à leurs propres traditions.
Le résultat de l'unification de deux des principaux rites, le vieux-romain et le gallican, fut codifié dans l'antiphonaire grégorien qui contenait tous les chants admis dans la nouvelle liturgie. Le classement de la musique sacrée est alors réalisé selon le système des modes inspirés -tout au moins pour leurs noms- des modes de la tradition grecque (dorique, hypodorique, phrygien, hypophrygien, lydien, hypolydien, mixolydien, hypomixolydien).

### L'écriture neumatique

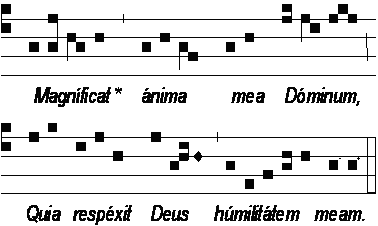
Exemple de style neumatique : antienne du Magnificat

La réforme grégorienne substitue l'étude des textes à la transmission orale pratiquée dans les écoles de chant des origines, sacrifiant, outre les particularités régionales (dont certaines, notamment celles du rite mozarabe, étaient particulièrement riches) et l'intonation microtonale (qui existait encore dans le rite « vieux-romain »), le rôle de l'improvisation. Dans le même temps se fait jour la nécessité d' « annoter » les textes, de manière à aider les chanteurs à toujours exécuter la musique dans le même mode, avec une ligne mélodique indiquant la direction montante ou descendante. Cette exigence fait naître des signes particuliers, les neumes (découlant, semble-t-il des gestes du chef de chœur), qui, notées entre les lignes des codex représentent le mouvement de la mélodie tout en laissant libres l'intonation et le rythme.
L'écriture neumatique devient ainsi la première « notation » (qui donnera ensuite le terme de « note ») musicale moderne.

## Les débuts de la polyphonie

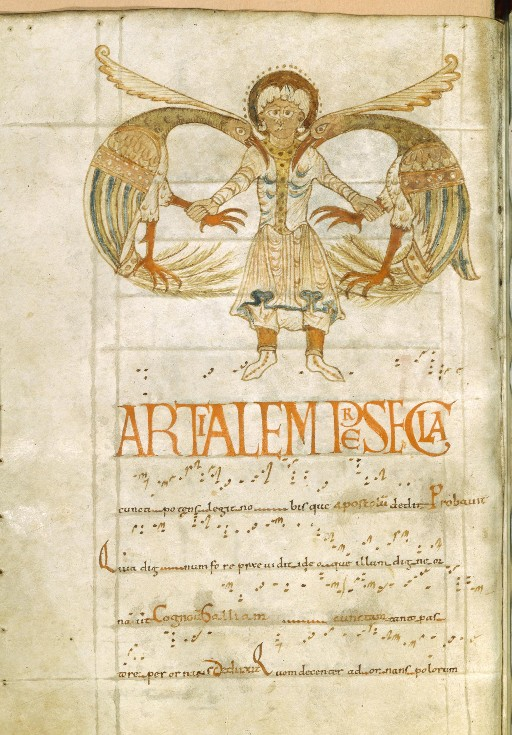
Gravure tirée du Tonaire de Saint-Martial de Limoges (milieu du XIe siècle)

La réforme grégorienne n'empêche pas l'enrichissement, au fil du temps, des mélodies monodiques de base grâce aux amplifications ajoutant, dans le sens horizontal, des ornementations à la ligne mélodique et, dans le sens vertical, d'autres voix au chant du célébrant.
L'amplification horizontale prend la forme d'interpolations de textes et de mélismes dans la mélodie grégorienne (tropes) ou de compositions originales à partir de moments particuliers de la liturgie comme l'Alleluia (séquences).
L'amplification verticale, qui constitue le début de la polyphonie (du grec : plusieurs voix) prend d'abord la forme d'un redoublement (diphonie) de la voix monodique (vox principalis), par une seconde voix (vox organalis) au développement parallèle et à distance fixe (quarte ou quinte), selon le procédé dénommé « organum parallèle ». La vox organalis (ou duplum) initialement située sous la vox principalis serait devenue plus aigüe au cours des développements successifs. Le traité Musica Enchiriadis du milieu du IXe siècle rend compte de l’« organum parallèle » et de certaines variations exceptionnelles du mouvement parallèle des voix.
L'éloignement par rapport à la règle du mouvement parallèle des voix est destiné à produire des techniques polyphoniques plus complexes : telle fut, autour de 1100, la technique du déchant où il est consenti aux voix, qui conservent toujours des distances considérées comme consonantes (quarte, quinte, octave et unisson), un mouvement plus libre alternant entre mouvement parallèle et mouvement contraire.
À la même époque émerge une technique dite hétérophonie, probablement dérivée du chant populaire, qui confie au duplum l'exécution de mélismes pendant que la vox principalis entonne, avec des valeurs de durée très prolongée, la mélodie originale. Cette pratique est documentée dans certains codex italiens des XIIe et XIIIe siècles comme le traité d'organum du Vatican et par des documents de la même époque provenant de l'église Saint-Martial de Limoges. Ce style prendra le nom d'organum mélismatique.
Ce ne furent pas là les seules altérations à la prescription monodique grégorienne : à l'époque et dans les lieux où se développe l'organum mélismatique, on trouve des exemples de l'usage d'une voix de bourdon (une unique note basse qui se prolonge sur toute la durée de la composition), de compositions multitextuelles dites tropes simultanées dans lesquelles les voix chantent des textes différents, anticipant ce qui plus tard prendra le nom de motet et esquisse l'écriture à trois voix.
En Angleterre, naît à ce moment-là, un type de polyphonie très différente de celle qui se développe sur le continent européen, qui admet en les exagérant les intervalles de tierce et de sixte, considérés comme dissonants sur le continent. Cette tendance, qui s'exprime dans les compositions à deux (gymel) et trois voix (faux-bourdon), aurait ensuite influencé la musique flamande et se serait ensuite diffusée dans toute l'Europe, devenant la base de la musique occidentale (qui s'appuie sur les accords de trois notes et les intervalles de tierce).

## Guido d'Arezzo

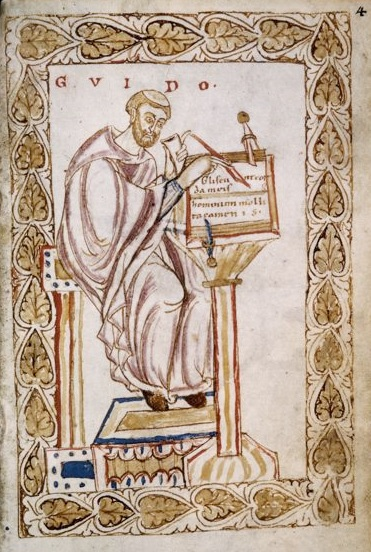

L'écriture neumatique laissait libre cours à l'imagination du lecteur et était de ce fait inadaptée à la transcription des compositions d'une grande complexité qui mettaient à rude épreuve la mémoire des chanteurs.
C'est dans l'œuvre de Guido d'Arezzo (v.992 - v.1050) que s'affirme le premier système d'écriture diastématique permettant d'indiquer les diverses hauteurs de notes à entonner. Guido d'Arezzo appelait son système tétragramme parce qu'il insérait des signes (qui deviendront les notes modernes) dans une grille constituée le plus souvent de quatre lignes parallèles.
C'est aussi là le début de l'utilisation des notes dont l'écriture donne la durée proportionnelle. Aux notes positionnées sur et entre les lignes, Guido d'Arezzo assigna, comme moyen mnémotechnique à l'usage des élèves, des noms correspondant aux syllabes initiales des six premiers vers d'un hymne à saint Jean-Baptiste :

« Ut UT queant laxis, ré REsonare fibris, mi MIra gestorum, fa FAmuli tuorum, sol SOLve polluti, la LAbii reatum, si Sancte Johannes. »

La véritable innovation de Guido d'Arezzo est d'avoir non seulement donné un nom aux notes mais de leur avoir attribué une intonation relative. Ainsi, un chanteur peut entonner à vue un chant jamais entendu auparavant, en rapportant simplement la syllabe de l'hymne à l'intonation de la note par laquelle commence le chant pour avoir une idée immédiate de la tonique. 
Ce procédé de mémorisation prit le nom de solmisation. Dans les années qui suivent, le tétragramme de Guido d'Arezzo, à l'origine doté d'un nombre variable de lignes, se stabilise sur cinq lignes prenant le nom de portée et la note ut se transforme en do, posant ainsi les bases de la notation musicale moderne.

## La musique profane du Moyen Âge

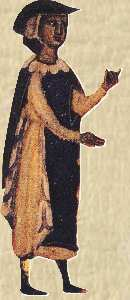
Le troubadour Bernard de Ventadorn, enluminure d'un manuscrit du XIIIe siècle

La musique du Moyen Âge qu'il s'agisse de musique religieuse ou profane est essentiellement transmise sous forme manuscrite, ce qui la différencie de la musique de la Renaissance qui profitera de l'invention de l'imprimerie.
Le Moyen Âge a produit une quantité importante de musique profane monodique et polyphonique : célébration des seigneurs; accompagnement de cérémonies officielles, ou de spectacles scéniques comme le Jeu de Robin et Marion ; ou musique de danse comme l'estampie. Le manuscrit des Carmina Burana présente de la musique profane en latin écrite en neume sans ligne, provenant des goliards, clercs itinérants aux alentours du XIIIe siècle.
Jusqu'au XVe siècle la poésie est chantée plutôt que dite. Les compositions des troubadours, des trouvères et des minnesänger, chanteurs et poètes, remontant au XIIe siècle, de provenance linguistique diverse (langue d'oc pour les troubadours, langue d'oïl pour les trouvères, allemand pour les minnesänger), ont en commun les thèmes de leurs chansons, l'amour courtois et leurs fréquentations des cours seigneuriales, où s'élabore cette forme ritualisée et raffinée de l'amour.
À partir du XIVe siècle certaines mélodies profane sont intégrées dans les compositions sacrées polyphoniques comme la messe ou le motet : c'est notamment le cas de la chanson L'homme armé qui est reprise par Guillaume Dufay.

## École de Notre-Dame etars antiqua
En 1150 se développe à Paris autour de la Cathédrale Notre-Dame une grande école contrapuntique européenne, d'inspiration pythagoricienne, qui prend le nom d'école de Notre-Dame et trouvera son terme en 1320 avec l’ars antiqua (terme employé en opposition à l’ars nova, autre grand mouvement polyphonique qui naîtra au XIVe siècle).
L'une des caractéristiques essentielles de l'école de Notre-Dame est d'avoir introduit dans la notation musicale la technique permettant d'indiquer précisément la hauteur des notes (encore relative dans l'œuvre de Guido d'Arezzo) telle qu'on la trouve dans l'écriture moderne et la première idée de division des durées : chaque note peut désormais être divisée en trois notes de durée inférieure.
Léonin et Pérotin, les deux compositeurs majeurs de l'école de Notre-Dame sont considérés comme les premiers auteurs modernes de musique sacrée de l'histoire de la musique occidentale.

## Trecentoetars nova

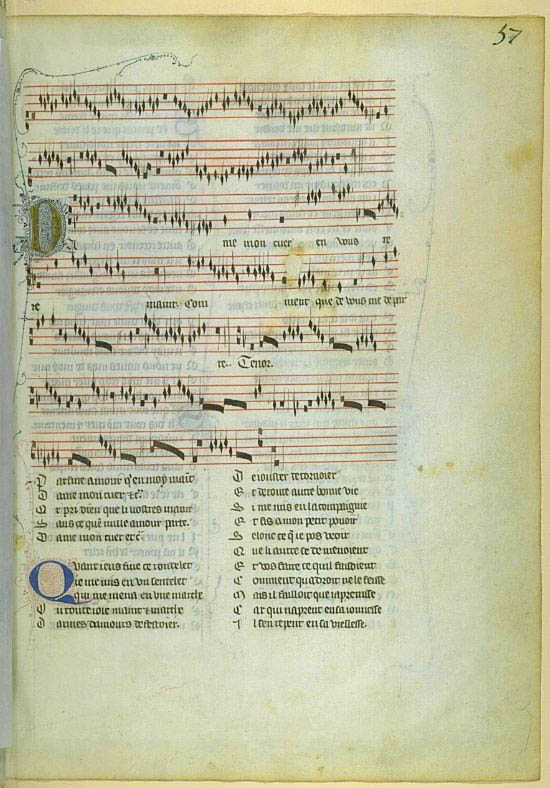
Page de parchemin extraite d'un manuscrit des œuvres de Guillaume de Machaut

Le trecento est le siècle qui vit dans toute l'Europe le début d'un mouvement de laïcisation de la culture, laquelle commence à s'éloigner de l'emprise de l'Église pour acquérir une dimension autonome.
Ce phénomène se manifeste dans tous les aspects de la production artistique : en littérature c'est le passage d'une représentation théologique du monde (La Divine Comédie) à la comédie humaine de Boccace ; en peinture on passe des formes stylisées à la dimension matérielle de l'homme ; en architecture on ne construit plus seulement des lieux de culte mais aussi des palais, des villes et des habitations aristocratiques. En musique c'est la fin, en 1320, de l' ars antiqua avec les deux traités : Ars novae musicae, celui de Jehan des Murs et celui de Philippe de Vitry qui initient la période de l'ars nova.
Cette école développa le concept de notation mensuraliste, ajoutant d'autres durées à celles utilisées jusqu'alors et étendant l'application de la division binaire des valeurs ; elle accentua en outre les aspects musicaux des compositions par rapport aux textes en multipliant les voix des chanteurs et en introduisant par exemple la forme polytextuelle du motet. Ces innovations provoquèrent rapidement avec les tenants de l'ars antiqua  une polémique dont le ton devint si violent qu'une intervention royale fut nécessaire pour retrouver le calme.
C'est le point de vue « arsnoviste » qui prévalut finalement, et ce sont ses enseignements qui forment la base des innovations musicales qui verront le jour dans les siècles suivants en Flandre. 

## LeXVesiècle: l'école franco-flamande

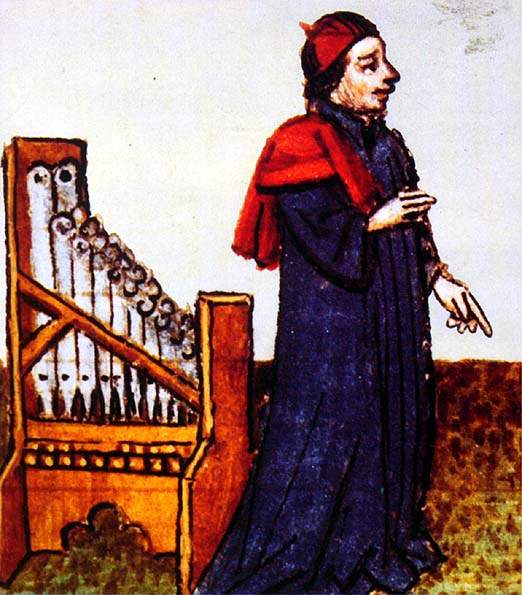
Guillaume Dufay

Les bouleversements économiques et sociaux du XVe siècle, la guerre de Cent Ans et le développement du commerce dans le nord de l'Europe réduisent l'importance de la France et impulsent l'épanouissement des arts en général et de la musique en particulier dans les régions des Pays-Bas bourguignons. L'école qui se développe dans les centres musicaux au sein des cathédrales, financée par la bourgeoisie aisée, prend le nom d'école franco-flamande et renouvelle grandement les formes préexistantes de la messe, du motet et de la chanson. En plaçant les consonances par tierces (encore aujourd'hui familières à l'oreille occidentale) et la forme imitative du canon à la base de leurs règles de composition, les flamands comme Guillaume Dufay, fondateur du mouvement ou Josquin des Pres révolutionnent la pratique de la polyphonie héritée de l’ars nova et de l’ars antiqua. Leur travail est le fondement de ce qui deviendra la théorie de l'harmonie.
La monumentale complexité à laquelle parviendront les compositions flamandes, comme le motet Deo Gratias de Johannes Ockeghem, à 36 voix à parties égales, c'est-à-dire sans aucun redoublement des lignes mélodiques tant à l'unisson qu'à l'octave, les règles codifiées et la minutieuse taxinomie utilisée pour classifier les formes rencontrées finiront par dessécher et faire considérer artificielles les compositions de la dernière période flamande : à ce moment (entre les XVIe et XVIIe siècles), les enseignements des flamands sont absorbés par les autres écoles européennes et deviennent partie intégrante de la polyphonie. 
La production musicale italienne de ce siècle n'est absolument pas documentée. On sait que la musique d'utilité connut une expansion dans les cours et en général dans toutes les occasions profanes mais la partie musicale confiée comme d'habitude à la tradition orale en est presque entièrement perdue. On retient de cette période les canti carnascialeschi (chants carnavalesques) de Laurent de Médicis, nés à Florence à l'époque du Magnifique. Il s'agit de chants populaires à plusieurs voix : une véritable polyphonie dans laquelle toutes les voix suivent le même rythme (polyphonie homorythmique).
Émergeront différentes formes quasi monodiques ou tout au moins avec une polyphonie homorythmique beaucoup plus simple que la polyphonie flamande, dans lesquelles le texte prévaut sur la trame musicale. L'une des plus populaires est la forme de la frottola. La villanella qui était initialement nommée villanella alla napoletana est une forme à trois voix, d'abord en napolitain qui prit la forme internationale du madrigal. C'est une forme de caractère fortement populaire caractérisée par la présence de quintes parallèles qui souligne sa distance avec la tradition de cette période.

## LeXVIesiècle: la Renaissance

### Début de l'imprimerie musicale
L'imprimerie inventée par Gutenberg en 1453 (XVe siècle) n'a été utilisée à des fins musicales qu'à partir de 1501 (XVIe siècle). Cela va permettre de sceller toute la conquête de l'écriture musicale ainsi que de créer une uniformité au sein de l'Europe tout entière à partir de la Renaissance. 
Le XVIe siècle voit se produire l'un des événements les plus importants pour la diffusion de la musique : la naissance de l'édition musicale. En 1501 à Venise est publié pour la première fois à l'initiative d'Ottaviano Petrucci l'Harmonice Musices Odhecaton, un volume complet de musique imprimée. Petrucci utilise des caractères mobiles. Un imprimeur romain, Andrea Antico, utilisera quelques années plus tard un procédé de type xylographique pour obtenir le même résultat.

### Le renouveau musical

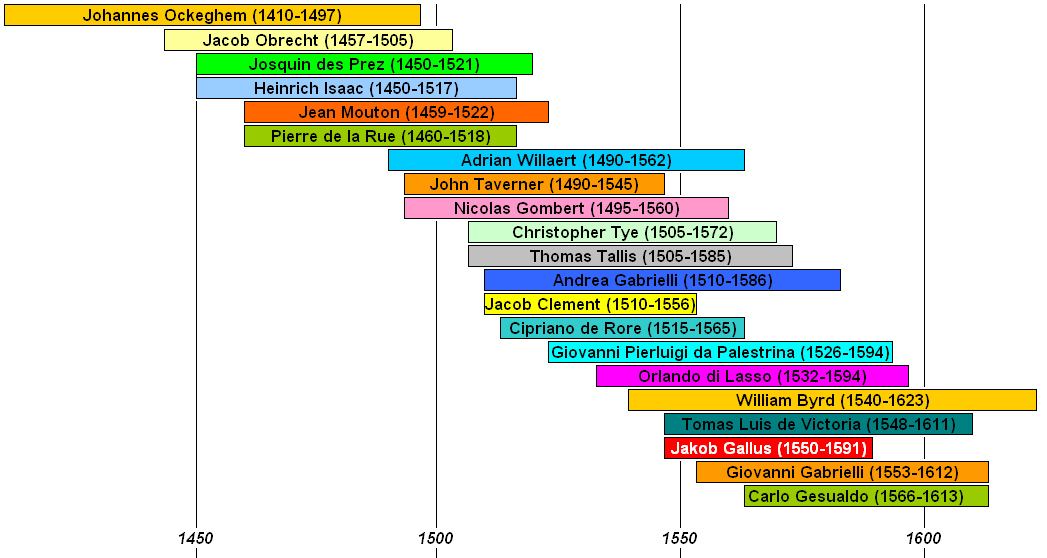
Chronologie de quelques compositeurs de la Renaissance

Dans le domaine de la musique populaire, les années 1530 et 1540 voient la diffusion  du chant syllabique à plusieurs voix généralement homorythmique (les voix chantant simultanément des notes de la même durée). Ce genre subit de nombreuses mutations et évolutions ; dans la seconde moitié du siècle la forme purement instrumentale qui en dérive, la chanson à jouer, deviendra l'ancêtre des formes instrumentales qui se développeront dans la période baroque.
Le Français Philippe Verdelot et le Flamand Jacques Arcadelt donnent naissance à une autre ramification importante de ce genre, le madrigal, forme de cantate à plusieurs voix dans laquelle la signification du texte communique son caractère expressif à la musique. Les principaux musiciens de la cinquième génération de l'école franco-flamande, (Palestrina, Monteverdi, Orlando di Lasso, Adrien Willaert) adopteront ce genre.

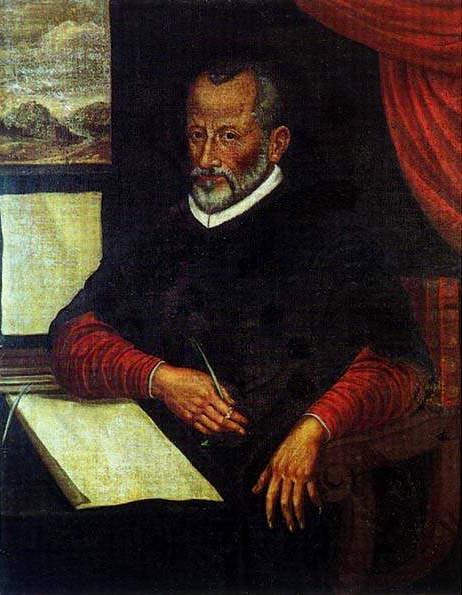
Giovanni Pierluigi da Palestrina

L'avènement de la réforme protestante et la réaction de la contre-réforme catholique culminant dans le concile de Trente (1545-1563), ont une profonde influence sur la musique sacrée. La traduction en allemand des chants liturgiques et leur mise en musique souvent sur des mélodies profanes crée la tradition du choral protestant. Dans le monde catholique apparaît un mouvement de retour aux origines du grégorien, s'éloignant de l'excessive complexité introduite par l'école flamande du siècle précédent et interdisant tout recours à la musique profane dans les messes, exigeant des compositeurs le respect de l'intelligibilité du texte. Un musicien italien fameux fut particulièrement sensible à ces préceptes : Giovanni Pierluigi da Palestrina (1525-1594). Directeur musical de différentes chapelles romaines dont, pendant une courte période, la Chapelle Sixtine, il laisse un corpus de 100 messes, 375 motets et plus de 300 autres compositions qui constituent pratiquement la refondation de la musique sacrée catholique, stabilisant un canon stylistique qui sera la référence pour la musique liturgique pour les siècles à venir.
Dans le même temps, dans les milieux humanistes se développe une polémique entre les tenants de la forme polyphonique et ceux de la monodie dans laquelle ces derniers faisaient figure de novateurs. Vers la fin du siècle l'influence du cercle florentin de la Camerata de' Bardi devient fondamentale. La production d'au moins deux versions (en concurrence entre elles) d'un drame musical, l'Euridice, est issu de ce cénacle. Y est employée une nouvelle technique, le « récitatif chanté » d'où le génie de Claudio Monteverdi fera naître le drame musical (l'opéra).
À la fin du siècle, le traité De Institutioni Harmonicae (1589) de Gioseffo Zarlino, l'un des « conservateurs » défenseurs de la polyphonie dans la polémique sus-mentionnée, définit finalement de manière tout à fait exhaustive les lois de l'harmonie (et donc de la polyphonie).

## LeXVIIeet début duXVIIIesiècle: le baroque
La musique occidentale se développe avec une extraordinaire rapidité pendant cette période inaugurée avec l'apparition de l'opéra (Claudio Monteverdi), en réaction à la complexité et à l'aspect scolastique de la polyphonie. Le retour à la simplicité fait cependant vite place à une recherche éperdue des effets et de la virtuosité (Alessandro Scarlatti) aboutissant à la forme de l'opera seria. L'Italie commence à dominer toute la musique européenne à l'exception de la France de Louis XIV sous la férule de Jean-Baptiste Lully puis l'influence dominante de Jean-Philippe Rameau.
La musique religieuse, plus conservatrice, subit néanmoins l'influence de l'opéra et se dote d'une forme qui ne relève plus de la liturgie : l'oratorio (Giacomo Carissimi, Georg Friedrich Haendel).
Le contrepoint domine cette période (et atteint son apogée dans l'œuvre de Jean-Sébastien Bach, tout en étant enterré par des compositeurs comme Vivaldi et Telemann qui avancent la primauté de l'expression thématique plutôt qu'harmonique) pendant que se mettent en place définitivement le système tonal, les règles de l'harmonie classique (Rameau) et enfin, au travers de longs tâtonnements, le tempérament égal.
La musique instrumentale gagne son autonomie et crée ses formes spécifiques (fugue, suite, concerto grosso, sonate…) sous l'influence de maîtres tels Jan Pieterszoon Sweelinck, Girolamo Frescobaldi et plus tard Arcangelo Corelli qui forment de nombreux disciples. Les instruments apparaissent, évoluent dans leur facture ou leur technique de jeu.

## La fin duXVIIIesiècle: la période classique
La transition a été préparée par des compositeurs tels qu'Antonio Vivaldi, Georg Philipp Telemann, les fils de Bach ou ceux que l'on regroupe dans l'École de Mannheim : relâchement du contrepoint au profit de la mélodie soutenue par une harmonie formée d'accords autonomes qui ne résultent plus d'une conjonction de voix séparées. De nouvelles formes naissent ou se développent (concerto de soliste, quatuor à cordes, sonate classique, symphonie…) pendant que d'autres s'effacent (concerto grosso, suite…) ; il en est de même pour les instruments : le piano supplante le clavecin, comme le violon fait oublier la viole.
La grande présence de Wolfgang Amadeus Mozart marque la période classique dans tous les domaines de la musique (symphonique, d'opéra, de chambre) et constitue le lien entre la musique du XVIIIe (les symphonies et quatuors à cordes de Franz Joseph Haydn qui reflètent la perfection des normes musicales) et la musique romantique du XIXe siècle.

## LeXIXesiècle: le romantisme

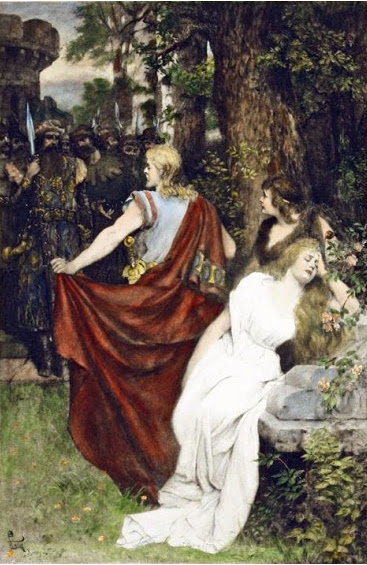
Tristan et Isolde par Ferdinand Leeke

Les années qui vont de 1750 à 1850 constituent le siècle d'or de la musique classique occidentale. Celle-ci s'exprime dans des formes plus riches et élaborées, avec notamment un développement significatif de la forme « symphonie » déjà apparue au siècle précédent avec Haydn et Mozart. Toujours dans le domaine instrumental, la musique pour piano et la musique de chambre sont à leur apogée et traduisent les sentiments intimistes des compositeurs de la première moitié du XIXe siècle. L'opéra lyrique s'étend au-delà des frontières de l'Italie. Les compositeurs exploitent encore davantage les possibilités expressives fournies par le système harmonique et tonal construit au cours des siècles antérieurs.
Les premières manifestations du romantisme musical apparaissent avec la personnalité de Ludwig van Beethoven, laquelle naît de l'héritage de Mozart et des compositeurs classiques qui lui sont contemporains pour arriver à la transfiguration des formes musicales canoniques, surtout la symphonie, créant en même temps le concept de musique « absolue »  dégagée de la fonction sociale à laquelle elle avait été jusqu'alors subordonnée.
Avec Beethoven, on assiste à la naissance de la figure du compositeur artiste opposée à celle qui prévalait précédemment de musicien artisan. La résonance des neuf symphonies de Beethoven est telle qu'elle promeut la forme symphonie au titre de reine des formes musicales. Si Ludwig van Beethoven a porté à son apogée la forme de la symphonie, il composa aussi beaucoup pour le piano avec l'extraordinaire série des 32 sonates pour piano (plus trois sonates WoO), les bagatelles, et les variations (variations Diabelli).  
Le courant est aussi fortement représenté par de nombreux autres compositeurs allemands ou autrichiens comme Carl Maria von Weber, Franz Schubert, Felix Mendelssohn, Robert Schumann, Johannes Brahms et Richard Wagner. En France, les acteurs du mouvement sont Hector Berlioz et le polonais Frédéric Chopin. En Italie, on trouve des compositeurs d'opéra avec Gioachino Rossini, Vincenzo Bellini, Gaetano Donizetti et Giuseppe Verdi. La figure du musicien virtuose émerge aussi de cette période, avec Franz Liszt pour le piano, et Niccolò Paganini pour le violon, qui fournissent les deux exemples les plus fameux et les plus célébrés.
Bien des musiciens craindront par la suite de se mesurer au genre symphonique. Cependant des compositeurs comme Franz Schubert, Felix Mendelssohn, Robert Schumann, Anton Bruckner, Johannes Brahms, Piotr Ilitch Tchaïkovski et Gustav Mahler l'affrontent avec des résultats qui feront parler de « saison du grand symphonisme allemand ».
Nombre de compositeurs à la suite de Beethoven ont illustré le répertoire du piano, en sortant souvent du cadre formel de la sonate : Carl Maria von Weber (sonates, variations…), Franz Schubert (sonates, impromptus, moments musicaux…), Felix Mendelssohn (sonates, Romances sans paroles, préludes, fugues…), Robert Schumann (Papillons, Davidsbündlertänze, Carnaval, études symphoniques, Scènes d'enfants, Carnaval de Vienne, Fantasiestücke…), Frédéric Chopin (préludes, études, nocturnes, mazurkas, valses, polonaises…), Franz Liszt (Sonate en si mineur, Études d'exécution transcendante, Années de pèlerinage, transcriptions…), et Johannes Brahms (sonates, rhapsodies, intermezzi, fantaisies, danses hongroises…).
Les musiciens romantiques s'expriment aussi beaucoup dans la musique de chambre, qui traduit bien l'intimité des sentiments, avec notamment les compositeurs allemands Ludwig van Beethoven (16 quatuors à cordes), Franz Schubert (15 quatuors à cordes), 
Felix Mendelssohn, Robert Schumann, et Johannes Brahms.
Le XIXe est aussi le siècle de la grande saison de l'opéra italien avec Gioachino Rossini (1792-1868), Vincenzo Bellini (1801-1835), Gaetano Donizetti (1797-1848), Giuseppe Verdi (1813-1901) et, à cheval sur les deux siècles, Giacomo Puccini (1858-1924). La tradition de l'opéra italien continue à exalter le rôle du chant qui, libéré de l'éloquence de l'opéra du XVIIIe siècle, devient moment lyrique, pure expression de l'âme. Au cours du siècle toutefois il absorbe progressivement les aspects de l'opéra français sensible à l'aspect visuel et, à partir de la seconde moitié du siècle, lié à l'esthétisme du naturalisme. Quant à l'orchestre, de simple accompagnement du chant, il évolue jusqu'à devenir, chez Puccini, orchestre symphonique.
À la fin du siècle, la recherche de nouvelles formes et de nouvelles sonorités aboutit à la "crise" du système tonal, telle qu'elle ressort dans le prélude de Tristan et Isolde de Richard Wagner en  1865, qui contient des passages harmoniquement énigmatiques, incompréhensibles à la lumière des règles en vigueur.

## Depuis leXXesiècle: la musique moderne et contemporaine

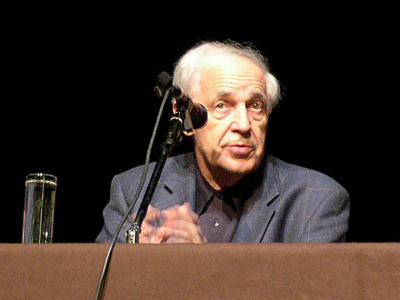
Pierre Boulez

À la suite de la crise du système tonal, à cheval entre les XIXe et XXe siècles s'engage une frénétique recherche de nouveaux codes linguistiques sur lesquels baser la composition musicale. Les solutions proposées sont diverses : du retour à la modalité, à l'adoption de nouvelles échelles, de dérivation extraeuropéenne, comme celle pour tons entiers (utilisée entre autres par Claude Debussy), au chromatisme atonal puis dodécaphonique qui tend à faire sortir de ses gonds la traditionnelle dualité consonance/dissonance. 
Dans la deuxième décennie du XXe siècle, Arnold Schoenberg, et ses élèves, Alban Berg et Anton Webern notamment, parviennent à tracer le contour d'un nouveau système, le système dodécaphonique basé sur des séries de douze notes. Pour certains, il s'agit là du début de la musique moderne, souvent identifiée comme musique d'avant-garde.
Des musiciens comme Igor Stravinsky, Bela Bartok ou Maurice Ravel font le choix de chercher une nouvelle inspiration dans les traditions folkloriques et dans la musique extraeuropéenne, maintenant un lien avec le système tonal mais rénovant profondément l'organisation et expérimentant de nouvelles échelles, de nouveaux rythmes et de nouveaux timbres.
D'autres s'opposent vivement, cherchant une autre voie. Le concept de séries, initialement lié aux seuls intervalles musicaux, se développe au cours de la seconde moitié du XXe siècle jusqu'à absorber tous les paramètres du son. C'est la phase du sérialisme intégral, personnifié dans les années 1950 par des compositeurs comme Pierre Boulez, ou Karlheinz Stockhausen, mais vite abandonné à cause de sa trop grande rigidité.